# Anneckeida indica
Anneckeida indica är en stekelart som beskrevs av Sureshan och T.C. Narendran 1996. Anneckeida indica ingår i släktet Anneckeida och familjen gallglanssteklar. Inga underarter finns listade i Catalogue of Life.